# 上野優太
上野 優太（うえの ゆうた、1991年4月11日 - ）は、日本の男性シンガーソングライター。

## 来歴
2016年4月、インディーズより「あおとランプ」をリリース。
タワーレコード渋谷店、タワーレコード相模原店にてデイリーチャート2位を獲得。
2016年5月2日、タワーレコード ジャパニーズ ロック&ポップス インディーズ部門にて2位を獲得。
2017年7月に2nd single「バスに乗って」をメジャーリリース（発売元:RockFordRecords / 販売元:ユニバーサルミュージック）。